# BHÉV 5–8
Die BHÉV 5–8 waren Dampfstraßenbahnlokomotiven der Budapester Vorortbahn Budapesti Helyiérdekű Vasút (BHÉV). Diese Bauart wurde auch von zahlreichen anderen Straßenbahn-, Eisenbahn- und Industriebetrieben beschafft.

## BHÉV 5–8
Die BHÉV ließ diese vier Lokomotiven 1888 in Budapest bauen.
Sie hatten die für Dampfstraßenbahn-Lokomotiven üblichen Verkleidungen des Triebwerks, die andere Verkehrsteilnehmer vor Verletzungen bei Unfällen schützen sollten.
Den ansonsten für Dampflokomotiven bescheidenen Dimensionen stand ein Kessel mit beachtlichen 15 atü Betriebsdruck gegenüber.
Bedingt durch den baldigen Umstieg der Budapester Straßenbahn auf elektrischen Antrieb wurden sie bald verkauft.
Die ex-BHÉV 5 ist erhalten geblieben und befindet sich im Privatbesitz und ist aktuell bei der Historama Ferlach untergebracht.

## Drehersche Brauerei Kőbánya
Die Drehersche Brauerei in Kőbánya, eine Filiale der Dreherschen Brauerei in Schwechat, beschaffte von 1888 bis 1893
insgesamt drei Exemplare dieser Bauart als Werklokomotiven.

## Lokalbahn Keszthely–Balatonszentgyörgy
Die Lokalbahn Keszthely–Balatonszentgyörgy ließ 1888 zwei Stück bauen, denen 1889 noch ein drittes Exemplar folgte. Sie erhielten die Namen TASSILO, GYÖRGY und MARIE.
1903 ging die Bahn in den Betrieb der MÁV über, 1904 in ihr Eigentum.
Die drei Loks bekamen demzufolge die Betriebsnummern 5091"–5093" als Zweitbesetzung, da die MÁV schon früher drei solche Maschinen beschafft, aber 1897 an die Brassó–Háromszéki Helyiérdekű Vasút (BHHÉV) abgegeben hatten (siehe weiter unten).
1911 bekamen sie im neuen MÁV-Schema die Baureihenbezeichnung 284.
Da sie alle drei im selben Jahr verkauft wurden, ist aber nicht gesichert, ob sie wirklich alle diese Nummern getragen haben.
Die 284,001 kam zu Dynamit Nobel in Pozsony, die 284,002 zur DNHÉV (Debrecen–Nyirbátori hév) mit der Nr. 1, die 284,003 als 5093 zur BHHÉV (Brassó–Haromszek), die sie 1919 an die CFPBT veräußerte, wo sie ihre Nummer beibehielt.

## Budapest elektrische Stadtbahn
Die Budapester elektrische Stadtbahn beschaffte fünf Stück dieser Baureihe
vermutlich als Reserve bei Stromausfällen von 1889 bis 1893.

## MÁV 5091–5093
Die MÁV bestellten drei Exemplare noch mit den alten Nummern des ersten Bezeichnungsschemas 898–900.
Die Lieferung erfolgte 1891 (zwei Stück) und 1892 bereits mit den Nummern 5091–5093 (Kategorie VII) für Brassó–Haromszek.
Auf dieser Strecke führten die MÁV den Betrieb ab der Eröffnung 1891 bis 1897.
Mit diesem Jahr gingen die drei Maschinen in den Besitz der BHHÉV über.
Sie trugen nun die Namen BRASSÓ, HOSSZÚFALU und BERTALAN sowie die Betriebsnummern 1–3.
1919 wurden sie an die CFPBT verkauft, die der ex-BHHÉV-Nr. 1, die neue Betriebsnummer 4 gab. Welche Nummern die beiden anderen erhielten, konnte nicht mehr geklärt werden.

## Budapest–Újpest–Rákospalota
Die Lokalbahn Budapest–Újpest–Rákospalota ließ 1894 ebenfalls ein Stück dieser Baureihe für ihre Strecke bauen.